# Criminal Minds (mùa 9)
Criminal Minds chính thức được gia hạn mùa chín vào ngày 9 tháng 5 năm 2013 và bắt đầu phát sóng trên đài CBS và CTV, vào ngày 25 tháng 9 năm 2013. Mùa phim gồm có 24 tập với tập thứ 200 là tập 14 của mùa, và tập cuối phát sóng vào ngày 14 tháng 5. Mùa mới này tiết lộ thêm quá khứ của đặc vụ Jennifer "JJ" Jareau. "Chúng tôi sẽ sử dụng món quà tình cờ của mùa 6 để giải thích với các cảnh hồi tưởng chuyện gì đã xảy ra khi cô ấy làm việc cho Lầu Năm Góc và lý do cô ấy trở lại với cá tính mạnh hơn. Tôi chưa từng có cơ hội thể hiện khả năng diễn xuất như thế này trên phim!" A. J. Cook phát biểu. Mùa phim cũng có sự trở lại của Paget Brewster và Jayne Atkinson trong tập 200, được phát sóng vào ngày 5 tháng 2 năm 2014.
Vào ngày 14 tháng 5 năm 2014, đoạn cuối tập cuối tiết lộ rằng Alex Blake (Jeanne Tripplehorn) sẽ rời phim.

## Dàn diễn viên
Toàn bộ diễn viên chính trở lại mùa chín; tuy nhiên, Esai Morales thay Jayne Atkinson làm Trưởng Bộ phận mới cho Đơn vị Phân tích Hành vi (BAU) của FBI.

### Chính
- Joe Mantegna trong vai Đặc vụ giám sát David Rossi (Đặc vụ cấp cao BAU)
- Shemar Moore trong vai Đặc vụ giám sát Derek Morgan (Đặc vụ BAU)
- Matthew Gray Gubler trong vai Đặc vụ giám sát Tiến sĩ Spencer Reid (Đặc vụ BAU)
- A. J. Cook trong vai Đặc vụ giám sát Jennifer "JJ" Jareau (Đặc vụ BAU)
- Kirsten Vangsness trong vai Nhà phân tích kỹ thuật Penelope Garcia (Nhà phân tích kỹ thuật BAU & Liên lạc truyền thông)
- Jeanne Tripplehorn trong vai Đặc vụ giám sát Tiến sĩ Alex Blake (Đặc vụ BAU)
- Thomas Gibson trong vai Đặc vụ giám sát Aaron "Hotch" Hotchner (Trưởng Đơn vị BAU & Liên lạc truyền thông)

### Khách mời đặc biệt
- Paget Brewster trong vai Đặc vụ Emily Prentiss (Trưởng phòng Interpol-London)

### Thường xuyên
- Esai Morales trong vai Đặc vụ giám sát Mateo "Matt" Cruz (Trưởng Bộ phận BAU)
- Rochelle Aytes trong vai Savannah Hayes
- Cade Owens trong vai Jack Hotchner
- Mekhai Andersen trong vai Henry LaMontagne
- Nicholas Brendon trong vai Kevin Lynch
- Meredith Monroe trong vai Haley Hotchner
- Josh Stewart trong vai William "Will" LaMontagne Jr.

### Khách mời
- Jayne Atkinson trong vai Erin Strauss
- C. Thomas Howell trong vai George Foyet / The Reaper
- Eva LaRue trong vai Tanya Mays

## Các tập phim
| TT. tổng thể | TT. trong mùa phim | Tiêu đề                          | Đạo diễn            | Biên kịch                                            | Ngày phát hành gốc   | Mã sản xuất | Người xem tại Hoa Kỳ (triệu) |
| --- | ------------------ | -------------------------------- | ------------------- | ---------------------------------------------------- | -------------------- | ----------- | ---------------------------- |
| 187 | 1                  | "The Inspiration"                | Glenn Kershaw       | Janine Sherman Barrois                               | 25 tháng 9 năm 2013  | 901         | 11.27                        |
| Khi hai phụ nữ ở Glendale, Arizona bị tấn công tình dục và phát hiện chết do một phát súng vào tim, BAU đi bắt một sát nhân hàng loạt (Frederick Koehler) ép các nạn nhân ăn thịt người. Trong khi đó, Hotch dự tính lắp vào vị trí Trưởng Bộ phận và một tình tiết bất ngờ hứa hẹn thay đổi cục diện cuộc điều tra.                              |                    |                                  |                     |                                                      |                      |             |                              |
| 188 | 2                  | "The Inspired"                   | Larry Teng          | Breen Frazier                                        | 2 tháng 10 năm 2013  | 902         | 11.12                        |
| Sau khi so sánh dấu vân tây tiết lộ người được cho là nghi phạm chính trong án mạng Glendale, Arizona là anh em sinh đôi của Wallace Hines, BAU xoáy sâu vào quá khứ của hai anh em, thuyết phục mẹ ruột ái kỷ của họ (Camryn Manheim) hợp tác điều tra, và truy lùng Hines trước khi hắn tấn công lần nữa.                                       |                    |                                  |                     |                                                      |                      |             |                              |
| 189 | 3                  | "Final Shot"                     | Bethany Rooney      | Sharon Lee Watson                                    | 9 tháng 10 năm 2013  | 904         | 10.98                        |
| Khi sáu công dân không quen biết nhau bị bắt chết tại một trung tâm mua sắm ở Dallas, Texas, BAU ra sức xác định tội ác có phải là một sự cố biệt lập, một vụ tấn công khủng bố địa phương được lấy cảm hứng từ ngày kỷ niệm vụ ám sát John F. Kennedy sắp tới, hay một vụ tấn công có chủ đích có mục tiêu truy lùng và giết một cá nhân cụ thể. |                    |                                  |                     |                                                      |                      |             |                              |
| 190 | 4                  | "To Bear Witness"                | Rob Bailey          | Erica Messer                                         | 16 tháng 10 năm 2013 | 903         | 11.06                        |
| Khi một người vô danh ở Baltimore, Maryland được phẫu thuật thùy não và được tìm thấy với một camera siêu nhỏ được gắn vào mắt, BAU làm việc với Trưởng Bộ phận mới Mateo Cruz (Esai Morales) để phân tích một kẻ bắt cóc dính líu đến một vụ án quốc tế cũ. Trong khi đó, JJ và Cruz cố giữ bí mật mối quan hệ trong quá khứ của họ khỏi đội.    |                    |                                  |                     |                                                      |                      |             |                              |
| 191 | 5                  | "Route 66"                       | Doug Aarniokoski    | Virgil Williams                                      | 23 tháng 10 năm 2013 | 905         | 11.55                        |
| Hotch nhập viện do biến chứng từ các vết thương đâm trong cuộc đối đầu cận tử với George Foyet và Rossi ở lại để chờ dự báo bệnh tình, các thành viên còn lại của BAU đi truy lùng một thanh niên ở Wichita, Kansas được tin rằng bị bắt cóc bởi người cha đã ly thân của cô ấy.                                                                  |                    |                                  |                     |                                                      |                      |             |                              |
| 192 | 6                  | "In the Blood"                   | Michael Lange       | Bruce Zimmerman                                      | 30 tháng 10 năm 2013 | 906         | 10.64                        |
| Khi một cô gái vô danh ở Provo, Utah được tìm thấy bị chôn trong mộ đá và cô gái vô danh thứ hai được tìm thấy ở vùng lân cận, BAU đi truy lùng một sát nhân nghi thức ám ảnh với vụ xét xử Phù thủy Salem. Trong khi đó, Garcia chuẩn bị tổ chức mừng lễ Día de Muertos tại căn hộ của cô và Hotch trở lại sau nghỉ phép.                        |                    |                                  |                     |                                                      |                      |             |                              |
| 193 | 7                  | "Gatekeeper"                     | Matthew Gray Gubler | Rick Dunkle                                          | 6 tháng 11 năm 2013  | 907         | 9.70                         |
| Khi ba người ở Boston, Massachusetts bị tấn công bất ngờ và siết cổ chết, BAU đi phân tích một kẻ hay dòm ngó rình mò các nạn nhân và giết bất kì ai mà hắn coi là ảnh hưởng xấu. Trong khi đó, đội tập hợp lại sau lưng Rossi sau khi biết quán bar yêu thích của ông sắp đóng cửa do ế khách.                                                   |                    |                                  |                     |                                                      |                      |             |                              |
| 194 | 8                  | "The Return"                     | John Terlesky       | Kimberly Ann Harrison                                | 13 tháng 11 năm 2013 | 908         | 11.63                        |
| Khi một thanh niên đi bụi ở Chicago, Illinois chết sau khi bắn chết ba người dân ở một quán ăn, BAU xác định tay súng bị thao túng thực hiện vụ tấn công và là một thành viên của một nhóm khủng bộ địa phương. Trong khi đó, Morgan phát hiện đối tượng tình cảm mới nhất của anh, Savannah (Rochelle Aytes), nghiêm túc làm việc như anh.       |                    |                                  |                     |                                                      |                      |             |                              |
| 195 | 9                  | "Strange Fruit"                  | Constantine Makris  | Janine Sherman Barrois                               | 20 tháng 11 năm 2013 | 909         | 12.40                        |
| Khi hai bộ xương nữ được khai quật từ sân sau một căn nhà ở Virginia sau một vụ nổ đường ống thoát nước, BAU đi xác định danh tính nạn nhân và khám phá quá khứ của chủ nhà. Trong khi đó, JJ cố thuyết phục Cruz kể cho đội về mối quan hệ quá khứ của họ.                                                                                       |                    |                                  |                     |                                                      |                      |             |                              |
| 196 | 10                 | "The Caller"                     | Rob Bailey          | Sharon Lee Watson                                    | 27 tháng 11 năm 2013 | 910         | 11.10                        |
| Khi một cặp đôi ở St. Louis, Missouri nhận một cuộc gọi được mã hóa sau khi phát hiện con trai mười tuổi của họ mất tích và cửa trước nhà họ dính đầy máu, BAU nghi vụ biến mất liên kết đến một vụ án lạnh 15 năm trước và cố tạo liên kết giữa hai vụ án.                                                                                       |                    |                                  |                     |                                                      |                      |             |                              |
| 197 | 11                 | "Bully"                          | Glenn Kershaw       | Virgil Williams                                      | 11 tháng 12 năm 2013 | 911         | 11.19                        |
| BAU trở lại Missouri sau khi Blake nhận một cuộc gọi từ cha cô nhờ đội giúp truy lùng người chịu trách nhiệm cho chuỗi giết người liên kết đến một vụ giết người kép chưa được phá. Trong khi đó, Blake ra sức phân tích sát nhân và làm việc với người em trai xa lạ của cô.                                                                     |                    |                                  |                     |                                                      |                      |             |                              |
| 198 | 12                 | "The Black Queen"                | Tawnia McKiernan    | Breen Frazier                                        | 15 tháng 1 năm 2014  | 912         | 10.35                        |
| Khi một nhóm hoạt động online hack Bộ Tư pháp và sở cảnh sát San Jose và tuyên bố một tù nhân chờ tử hình trước đây bị buộc tội siết cổ tám gái mại dâm là vô tội, Garcia cố gắng hỗ trợ BAU bằng cách đào vào quá khứ của cô. |                    |                                  |                     |                                                      |                      |             |                              |
| 199 | 13                 | "The Road Home"                  | Joe Mantegna        | Bruce Zimmerman                                      | 22 tháng 1 năm 2014  | 913         | 10.35                        |
| Với việc Rossi thăm dò khắp Los Angeles, California tìm cựu trung sĩ Hải quân (Meshach Taylor), các thành viên còn lại của BAU đi truy lùng một quái hiệp làm nhiệm vụ ở Cleveland, Ohio. Trong khi đó, JJ tiếp tục chặn đội phát hiện bí mật của cô.                                                                                             |                    |                                  |                     |                                                      |                      |             |                              |
| 200 | 14                 | "200"                            | Larry Teng          | Rick Dunkle                                          | 5 tháng 2 năm 2014   | 914         | 12.92                        |
| Khi JJ và Cruz được báo mất tích và hai vụ biến mất liên kết đến một nhiệm vụ mật từ thời họ còn ở Bộ Ngoại giao, BAU bí mật làm việc với cựu đặc vụ Emily Prentiss (Paget Brewster) trong nỗ lực giải cứu đồng nghiệp mất tích của họ. |                    |                                  |                     |                                                      |                      |             |                              |
| 201 | 15                 | "Mr. & Mrs. Anderson"            | Félix Alcalá        | Kimberly Ann Harrison                                | 19 tháng 2 năm 2014  | 915         | 10.06                        |
| Khi hai phụ nữ ở Pittsburgh, Pennsylvania bị siết cổ và sau đó được tìm thấy bị gói trong màn che nhà tắm, BAU nỗ lực xác định án mạng có do một đội hai người gây ra không. Trong khi đó, Morgan và Garcia lên kế hoạch Valentine cho nửa kia của họ và JJ trở lại sau nghỉ phép.                                                                |                    |                                  |                     |                                                      |                      |             |                              |
| 202 | 16                 | "Gabby"                          | Thomas Gibson       | Jim Clemente & Erica Messer                          | 26 tháng 2 năm 2014  | 916         | 9.42                         |
| Khi một bé gái bốn tuổi ở Hattiesburg, Mississippi mất tích trong khi ở tạm nhà người thân, BAU đi truy tìm đứa trẻ mất tích, xác định xem cha ruột của cô bé có liên quan đến vụ bắt cóc không, và xác định chủ nhân của chiếc minivan được thấy gần vị trí bắt cóc tại thời điểm bắt cóc.                                                       |                    |                                  |                     |                                                      |                      |             |                              |
| 203 | 17                 | "Persuasion"                     | Rob Lieberman       | Sharon Lee Watson                                    | 5 tháng 3 năm 2014   | 917         | 11.42                        |
| Khi hai phụ nữ ở Las Vegas, Nevada bị dìm nước chết và được tìm thấy trên sa mạc, BAU đi phân tích một sát nhân hàng loạt vô gia cư đang trả thù các thành viên trong cộng đồng của hắn. Trong khi đó, Reid gia tăng lo lắng sau khi cố liên lạc mẹ anh và biết rằng bà đi du lịch mà không báo cho anh.                                          |                    |                                  |                     |                                                      |                      |             |                              |
| 204 | 18                 | "Rabid"                          | Doug Aarniokoski    | Virgil Williams                                      | 12 tháng 3 năm 2014  | 918         | 10.74                        |
| Khi ba thi thể người được đào lên từ mộ nông bên ngoài Milwaukee, Wisconsin, BAU ra sức truy lùng một sát nhân cho nạn nhân nhiễm bệnh dại and quay phim quá trình triệu chứng trở nặng. Trong khi đó, Garcia và Reid chuẩn bị cho buổi kiểm tra thể lực sắp tới và giữ bí mật kế hoạch của họ khỏi Morgan.                                       |                    |                                  |                     |                                                      |                      |             |                              |
| 205 | 19                 | "The Edge of Winter"             | Hanelle Culpepper   | Janine Sherman Barrois                               | 19 tháng 3 năm 2014  | 919         | 10.14                        |
| Trong khi giúp một người sống sót bị sang chấn chuẩn bị làm chứng trước phiên tòa sắp tới, Morgan suy ngẫm về những sự kiện trong lần đầu gặp gỡ của họ và BAU cố truy lùng một sát nhân hàng loạt ở Hamilton, New York đang dùng tội ác của hắn để biết về lần bạo hành mà hắn chịu đựng khi còn nhỏ.                                            |                    |                                  |                     |                                                      |                      |             |                              |
| 206 | 20                 | "Blood Relations"                | Matthew Gray Gubler | Breen Frazier                                        | 2 tháng 4 năm 2014   | 920         | 10.47                        |
| Khi hai người ở Wheeling, West Virginia được tìm thấy đã chết, BAU đi nhận dạng kẻ giết người sa đọa có hình thức gây án đồi bại, điều tra mối thù xa giữa hai gia tộc địa phương, và bật mí một bí mật của một người phụ nữ đang giấu nó. |                    |                                  |                     |                                                      |                      |             |                              |
| 207 | 21                 | "What Happens In Mecklinburg..." | Rob Hardy           | Ticona S. Joy                                        | 9 tháng 4 năm 2014   | 921         | 9.85                         |
| Khi ba người bị bắt cóc từ bãi đậu xe ở Memphis, Tennessee, BAU liên kết các vụ bắt cóc đến một vụ tai nạn một năm trước và đi bắt một sát nhân đang trả thù. Trong khi đó, Morgan đấu tranh nội tâm sau khi Savannah tiết lộ cô không vui với lịch trình đi lại vì công việc của anh.                                                            |                    |                                  |                     |                                                      |                      |             |                              |
| 208 | 22                 | "Fatal"                          | Larry Teng          | Bruce Zimmerman                                      | 30 tháng 4 năm 2014  | 922         | 10.30                        |
| BAU trở lại California để truy lùng một sát nhân hàng loạt ở Long Beach ám ảnh với thần thoại Hy Lạp sau khi hai người nhận lời dọa giết và sau đó được tìm thấy đã chết do ngộ độc thạch tín. Trong khi đó, Hotch gia tăng lo ngại sau khi Jack hỏi anh tham gia ngày hội hướng nghiệp sắp tới tại trường của con.                               |                    |                                  |                     |                                                      |                      |             |                              |
| 209 | 23                 | "Angels"                         | Rob Bailey          | Rick Dunkle & Breen Frazier & Janine Sherman Barrois | 7 tháng 5 năm 2014   | 923         | 10.52                        |
| Khi một gái mại dâm ở quận Briscoe, Texas bị tra tấn và bắn chết và án mạng của cô liên quan đến một vụ án lạnh sáu tháng trước có hoàn cảnh tương tự một cách kì quái, BAU ra sức xác định các án mạng có được thúc đẩy bởi lý tưởng tôn giáo không. Trong khi đó, một chuỗi sự kiện bất ngờ đặt mạng sống hai thành viên của đội vào nguy hiểm. |                    |                                  |                     |                                                      |                      |             |                              |
| 210 | 24                 | "Demons"                         | Glenn Kershaw       | Erica Messer                                         | 14 tháng 5 năm 2014  | 924         | 12.03                        |
| Với Reid nhập viện sau vụ đấu súng với nghi phạm đã chết Justin Mills (Brett Cullen), các thành viên của BAU đi triệt phá một tổ chức tham nhũng đang chuẩn bị thực hiện một kế hoạch tàn ác. Trong khi đó, Garcia tình cờ đặt bản thân vào làn đạn và Blake vật lộn với một bí mật từ quá khứ của cô.                                            |                    |                                  |                     |                                                      |                      |             |                              |

## Rating

### Rating tại Hoa Kỳ
| Số tập theo phim | Số tập theo mùa | Tập                              | Ngày phát sóng       | Khung thời gian (EST) | Rating/Share (18–49) | Số người xem (triệu) | Thứ hạng theo độ tuổi 18-49 | Thứ hạng lượt xem | Thứ hạng dòng phim chính kịch |
| ---------------- | --------------- | -------------------------------- | -------------------- | --------------------- | -------------------- | -------------------- | --------------------------- | ----------------- | ----------------------------- |
| 187              | 1               | "The Inspiration"                | 25 tháng 9 năm 2013  | Thứ Tư 9:00 tối       | 2.8/8                | 11.27                | 20                          | 19                | 7                             |
| 188              | 2               | "The Inspired"                   | 2 tháng 10 năm 2013  | Thứ Tư 9:00 tối       | 2.7/8                | 11.12                | 21                          | 17                | 7                             |
| 189              | 3               | "Final Shot"                     | 9 tháng 10 năm 2013  | Thứ Tư 9:00 tối       | 2.6/7                | 10.98                | 18                          | 12                | 9                             |
| 190              | 4               | "To Bear Witness"                | 16 tháng 10 năm 2013 | Thứ Tư 9:00 tối       | 2.7/7                | 11.06                | 16                          | 13                | 5                             |
| 191              | 5               | "Route 66"                       | 23 tháng 10 năm 2013 | Thứ Tư 9:00 tối       | 2.7/7                | 11.55                | 17                          | 14                | 5                             |
| 192              | 6               | "In the Blood"                   | 30 tháng 10 năm 2013 | Thứ Tư 9:00 tối       | 2.4/6                | 10.64                | 19                          | 14                | 6                             |
| 193              | 7               | "Gatekeeper"                     | 6 tháng 11 năm 2013  | Thứ Tư 9:00 tối       | 2.3/6                | 9.70                 | 22                          | 19                | 8                             |
| 194              | 8               | "The Return"                     | 13 tháng 11 năm 2013 | Thứ Tư 9:00 tối       | 2.7/8                | 11.63                | 13                          | 13                | 5                             |
| 195              | 9               | "Strange Fruit"                  | 20 tháng 11 năm 2013 | Thứ Tư 9:00 tối       | 2.8/8                | 12.40                | 13                          | 19                | 3                             |
| 196              | 10              | "The Caller"                     | 27 tháng 11 năm 2013 | Thứ Tư 9:00 tối       | 2.4/7                | 11.10                | 16                          | 12                | 4                             |
| 197              | 11              | "Bully"                          | 11 tháng 12 năm 2013 | Thứ Tư 9:00 tối       | 2.4/7                | 11.19                | 18                          | 8                 | 5                             |
| 198              | 12              | "The Black Queen"                | 15 tháng 1 năm 2014  | Thứ Tư 9:00 tối       | 2.4/7                | 10.35                | 13                          | 12                | 5                             |
| 199              | 13              | "The Road Home"                  | 22 tháng 1 năm 2014  | Thứ Tư 9:00 tối       | 2.2/6                | 10.35                | 14                          | 9                 | 3                             |
| 200              | 14              | "200"                            | 5 tháng 2 năm 2014   | Thứ Tư 9:00 tối       | 2.8/7                | 12.92                | 13                          | 10                | 3                             |
| 201              | 15              | "Mr. & Mrs. Anderson"            | 19 tháng 2 năm 2014  | Thứ Tư 9:00 tối       | 2.5/7                | 10.06                | 12                          | 10                | 1                             |
| 202              | 16              | "Gabby"                          | 26 tháng 2 năm 2014  | Thứ Tư 10:00 tối      | 2.2/6                | 9.42                 | 24                          | 18                | 6                             |
| 203              | 17              | "Persuasion"                     | 5 tháng 3 năm 2014   | Thứ Tư 9:00 tối       | 2.6/7                | 11.42                | 11                          | 9                 | 4                             |
| 204              | 18              | "Rabid"                          | 12 tháng 3 năm 2014  | Thứ Tư 9:00 tối       | 2.3/7                | 10.74                | 16                          | 19                | 5                             |
| 205              | 19              | "The Edge of Winter"             | 19 tháng 3 năm 2014  | Thứ Tư 9:00 tối       | 2.2/6                | 10.14                | 12                          | 10                | 7                             |
| 206              | 20              | "Blood Relations"                | 2 tháng 4 năm 2014   | Thứ Tư 9:00 tối       | 2.6/7                | 10.47                | 11                          | 13                | 4                             |
| 207              | 21              | "What Happens In Mecklinburg..." | 9 tháng 4 năm 2014   | Thứ Tư 9:00 tối       | 2.3/7                | 9.85                 | 13                          | 12                | 5                             |
| 208              | 22              | "Fatal"                          | 30 tháng 4 năm 2014  | Thứ Tư 9:00 tối       | 2.2/6                | 10.30                | 12                          | 12                | 3                             |
| 209              | 23              | "Angels"                         | 7 tháng 5 năm 2014   | Thứ Tư 9:00 tối       | 2.3/7                | 10.52                | 10                          | 8                 | 5                             |
| 210              | 24              | "Demons"                         | 14 tháng 5 năm 2014  | Thứ Tư 9:00 tối       | 2.7/8                | 12.03                | 5                           | 5                 | 1                             |

### Rating xem trực tiếp + 7 ngày (DVR)
| Số tập theo phim | Số tập theo mùa | Tập                              | Ngày phát sóng       | Khung thời gian (EST) | Gia tăng rating độ tuổi 18–49 | Gia tăng số người xem (triệu) | Tổng lượt xem độ tuổi 18-49 | Tổng số người xem (triệu) | Tham khảo |
| ---------------- | --------------- | -------------------------------- | -------------------- | --------------------- | ----------------------------- | ----------------------------- | --------------------------- | ------------------------- | --------- |
| 187              | 1               | "The Inspiration"                | 25 tháng 9 năm 2013  | Thứ Tư 9:00 tối       | 1.3                           | 3.60                          | 4.1                         | 14.87                     | [ 54 ]    |
| 188              | 2               | "The Inspired"                   | 2 tháng 10 năm 2013  | Thứ Tư 9:00 tối       | 1.3                           | 3.34                          | 4.0                         | 14.46                     | [ 55 ]    |
| 189              | 3               | "Final Shot"                     | 9 tháng 10 năm 2013  | Thứ Tư 9:00 tối       | 1.3                           | 3.31                          | 3.9                         | 14.28                     | [ 56 ]    |
| 190              | 4               | "To Bear Witness"                | 16 tháng 10 năm 2013 | Thứ Tư 9:00 tối       | 1.2                           | 3.06                          | 3.9                         | 14.11                     | [ 57 ]    |
| 191              | 5               | "Route 66"                       | 23 tháng 10 năm 2013 | Thứ Tư 9:00 tối       | 1.2                           | 3.13                          | 3.9                         | 14.68                     | [ 58 ]    |
| 192              | 6               | "In the Blood"                   | 30 tháng 10 năm 2013 | Thứ Tư 9:00 tối       | 1.3                           | 3.30                          | 3.7                         | 13.94                     | [ 59 ]    |
| 193              | 7               | "Gatekeeper"                     | 6 tháng 11 năm 2013  | Thứ Tư 9:00 tối       | 1.4                           | 3.41                          | 3.7                         | 13.11                     | [ 60 ]    |
| 194              | 8               | "The Return"                     | 13 tháng 11 năm 2013 | Thứ Tư 9:00 tối       | 1.2                           | 3.25                          | 3.9                         | 14.87                     | [ 61 ]    |
| 195              | 9               | "Strange Fruit"                  | 20 tháng 11 năm 2013 | Thứ Tư 9:00 tối       | 1.4                           | 3.58                          | 4.2                         | 15.98                     | [ 62 ]    |
| 196              | 10              | "The Caller"                     | 27 tháng 11 năm 2013 | Thứ Tư 9:00 tối       | —                             | —                             | —                           | —                         | —         |
| 197              | 11              | "Bully"                          | 11 tháng 12 năm 2013 | Thứ Tư 9:00 tối       | 1.4                           | 3.49                          | 3.8                         | 14.69                     | [ 63 ]    |
| 198              | 12              | "The Black Queen"                | 15 tháng 1 năm 2014  | Thứ Tư 9:00 tối       | 1.5                           | 3.82                          | 3.9                         | 14.21                     | [ 64 ]    |
| 199              | 13              | "The Road Home"                  | 22 tháng 1 năm 2014  | Thứ Tư 9:00 tối       | 1.6                           | 4.10                          | 3.8                         | 14.45                     | [ 65 ]    |
| 200              | 14              | "200"                            | 5 tháng 2 năm 2014   | Thứ Tư 9:00 tối       | 1.2                           | 3.48                          | 4.0                         | 16.39                     | [ 66 ]    |
| 201              | 15              | "Mr. & Mrs. Anderson"            | 19 tháng 2 năm 2014  | Thứ Tư 9:00 tối       | 1.3                           | 3.59                          | 3.8                         | 13.65                     | [ 67 ]    |
| 202              | 16              | "Gabby"                          | 26 tháng 2 năm 2014  | Thứ Tư 10:00 tối      | —                             | —                             | —                           | —                         | —         |
| 203              | 17              | "Persuasion"                     | 5 tháng 3 năm 2014   | Thứ Tư 9:00 tối       | 1.4                           | 3.70                          | 4.0                         | 15.13                     | [ 68 ]    |
| 204              | 18              | "Rabid"                          | 12 tháng 3 năm 2014  | Thứ Tư 9:00 tối       | 1.3                           | 3.22                          | 3.6                         | 13.96                     | [ 69 ]    |
| 205              | 19              | "The Edge of Winter"             | 19 tháng 3 năm 2014  | Thứ Tư 9:00 tối       | 1.4                           | 3.66                          | 3.6                         | 13.80                     | [ 70 ]    |
| 206              | 20              | "Blood Relations"                | 2 tháng 4 năm 2014   | Thứ Tư 9:00 tối       | 1.4                           | 3.60                          | 4.0                         | 14.07                     | [ 71 ]    |
| 207              | 21              | "What Happens In Mecklinburg..." | 9 tháng 4 năm 2014   | Thứ Tư 9:00 tối       | 1.3                           | 3.32                          | 3.6                         | 13.17                     | [ 72 ]    |
| 208              | 22              | "Fatal"                          | 30 tháng 4 năm 2014  | Thứ Tư 9:00 tối       | 1.4                           | 3.71                          | 3.6                         | 14.01                     | [ 73 ]    |
| 209              | 23              | "Angels"                         | 7 tháng 5 năm 2014   | Thứ Tư 9:00 tối       | 1.3                           | 3.36                          | 3.6                         | 13.89                     | [ 74 ]    |
| 210              | 24              | "Demons"                         | 14 tháng 5 năm 2014  | Thứ Tư 9:00 tối       | 1.2                           | 3.39                          | 3.9                         | 15.42                     | [ 75 ]    |

## Băng đĩa
| The Complete Ninth Season | |                                                     |                                                     |                                                     |
| Chi tiết bộ đĩa | Chi tiết bộ đĩa | Nội dung đặc biệt                                   | Nội dung đặc biệt                                   |                                                     |
| - 24 tập - Bộ 6 đĩa (Vùng 1) - Bộ 5 đĩa (Vùng 2 & 4) - Tỉ lệ khung hình: 1.78:1 - Phụ đề: Tiếng Anh - Tiếng Anh: Dolby Digital 5.1 | - 24 tập - Bộ 6 đĩa (Vùng 1) - Bộ 5 đĩa (Vùng 2 & 4) - Tỉ lệ khung hình: 1.78:1 - Phụ đề: Tiếng Anh - Tiếng Anh: Dolby Digital 5.1 | - Eyes Only - Cảnh phim gây cười - Đoạn phim bị xóa | - Eyes Only - Cảnh phim gây cười - Đoạn phim bị xóa | - Eyes Only - Cảnh phim gây cười - Đoạn phim bị xóa |
| Ngày phát hành DVD | |                                                     |                                                     |                                                     |
| Vùng 1 | Vùng 2 | Vùng 4                                              |                                                     |                                                     |
| 26 tháng 8 năm 2014 | 8 tháng 12 năm 2014 | 3 tháng 12 năm 2014                                 |                                                     |                                                     |